# Čistěves
Čistěves település Csehországban, a Hradec Králové-i járásban. Čistěves Benátky, Dohalice, Máslojedy, Sadová, Všestary és Sovětice településekkel határos. Lakosainak száma 191 fő (2024. január 1.).

## Népesség
A település lakosságának változását az alábbi diagram mutatja:
| Lakosok száma | 188  | 207  | 183  | 113  | 115  | 107  | 168  | 178  | 187  | 191  |
|               | 1869 | 1890 | 1921 | 1950 | 1980 | 2001 | 2017 | 2019 | 2022 | 2024 |